# Royal Rivalry (football américain)
Royal Rivalry est le nom donné à la rivalité inter étatique opposant dans de multiples sports universitaires, les programmes sportifs des Dukes de l'université James Madison et des Monarchs de l'université Old Dominion, basés en Virginie, respectivement à Harrisonburg et à Norfolk.
La présente page développe la rivalité dans le football américain universitaire.
Celle-ci commence en 2011 lorsque Old Dominion, ayant relancé son programme de football américain en 2009, rejoint la Coastal Athletic Association Football Conference (en) (CAA) en tant qu'équipe indépendante dans la NCAA Division I FCS.
Après le départ d'Old Dominion de la CAA en 2012, les deux programmes ne se sont plus rencontrés pendant près de dix saisons jusqu'à ce qu'ils intègrent tous deux la NCAA Division I FBS et la Sun Belt Conference en 2022. Les matchs de rivalité ont repris en 2022 à l'occasion de l'Oyster Bowl 2022 (en) remporté par les Dukes 37 à 3.

## Palmarès
Le classement des équipes dans les tableaux ci-dessous est celui attribué par l'Associated Press :
- avant 2022 en NCAA Division I FCS ;
- après 2022 en NCAA Division I FBS.

| James Madison (3)              | Old Dominion (2)               |                                |
| Plus large victoire            | James Madison 37-3 (2022)      | James Madison 37-3 (2022)      |
| Plus longue série de victoires | James Madison, 3 (2022-2024)   | James Madison, 3 (2022-2024)   |
| Série en cours sans défaite    | James Madison, 3 (depuis 2022) | James Madison, 3 (depuis 2022) |

| N° | Date             | Lieu                 | Vainqueur               | Score |
| -- | ---------------- | -------------------- | ----------------------- | ----- |
| 01 | 29 octobre 2011  | Foreman Field        | #15 (FCS) Old Dominion  | 23-20 |
| 02 | 17 novembre 2012 | Bridgeforth Stadium  | #4 (FCS) Old Dominion   | 38-28 |
| 03 | 12 novembre 2022 | S.B. Ballard Stadium | James Madison           | 37-03 |
| 04 | 28 octobre 2023  | Bridgeforth Stadium  | #25 (FBS) James Madison | 30-27 |
| 05 | 16 novembre 2024 | S.B. Ballard Stadium | James Madison           | 35-32 |

## Articles annexes
- Liste des matchs de rivalité en football américain universitaire de la NCAA